# Corentin Pottier
Corentin Pottier né le 22 septembre 1993 à Rueil-Malmaison, est un cavalier de dressage français de carrière international.

## Biographie
Correntin Pottier est né en 1993, il pratique l'équitation depuis l'enfance et avant de se spécialiser dans le dressage, il a pratiqué le saut d'obstacles et le concours complet d'équitation à Shetland. Il participe à plusieurs édition du Generali Open de France et est champion de France en carrousel en 2005. Il est d'abord sélectionné avec le cheval Gotcha en équipe de France de dressage. Ils participent a trois compétitions, en 2013 à Compiègne, en 2014 chez les jeunes cavaliers à Arezzo puis en U25 à Hagen en 2016,. En parallèle de sa carrière de cavalier, il obtient un baccalauréat ES avec mention, une licence en Gestion des Organisations (2013) puis un Master 2 de Contrôle Financier à l'Université Paris Dauphine-PSL. En 2017, sa compagne Camille Judet-Chéret persuade Corentin Pottier d'acheter Gotilas du Feuillard. Avec Gotilas du Feuillard il devient champion de France des 7 ans et est qualifié pour les championnats du monde jeunes chevaux à Ermelo en 2018,,. En 2020 Gotilas du Feuillard et lui deviennent vice-champions de France Pro 2,. En 2021 ils deviennent champions de France Pro Élite,,. En 2022, le duo obtient plusieurs classements en CDI 3* et 4*, et pousse la porte de l’équipe de France avec une sélection pour les CDIO 5* de Compiègne et CDIO 5* de Rotterdam. Leur progression est récompensée par une sélection aux Mondiaux de Herning en août,. En 2023 ils participent aux CDIO de Compiègne, Aix-la-Chapelle et Rotterdam ou l'équipe de France s'impose,,,. Néanmoins il n'est pas sélectionné pour les championnats d'Europe à Riesenbeck en Rhénanie-du-Nord-Westphalie, il saisira la juge des référés du tribunal administratif d’Orléans pour faire suspendre cette décision, mais sans résultats,,,.  En 2024 ils s'imposent dans le Grand Prix du CDI 4* du Mans et frôlent les 80% dans la Libre du CDIO 5* de Rotterdam,,. Ils sont sélectionnés pour les Jeux olympiques d'été de 2024 à Paris, ils s'illustrent en terminant à la 6e place par équipes avec un score de 70,683%, avec Pauline Basquin et Alexandre Ayache,,,,,,.

## Vie privée
Corentin Pottier est installé aux écurie Pamfou dressage à Pamfou en Seine-et-Marne avec sa compagne ainsi que sa belle mère Isabelle Judet qui est juge international de dressage,,.